# アドルフ・ローゼンベルガー
アドルフ・ローゼンベルガー（Adolf Rosenberger、1900年4月8日 - 1967年12月6日）は、ドイツの実業家、レーシングドライバーである。自動車会社のポルシェ（Porsche AG）の前身であるポルシェ設計事務所が設立された際の出資者の一人である。

## 経歴
1900年にドイツ南西部に位置するプフォルツハイムでユダヤ人家庭に生まれ、資産家である叔父ルートヴィヒ・エスリンガーの養子となった。叔父は不動産と映画館の経営で成功し、地方の中心都市であるプフォルツハイムで、当時、最も裕福と言われた人物である。
17歳の時に第一次世界大戦中の志願兵として空軍に入った。

### レーシングドライバー
第一次世界大戦が終わると、ベンツ社でベンツ・トロップフェンワーゲンのドライバーとなる。同車はリアエンジンのレーシングカーとしては最初期のものであり、ローゼンベルガーは同車を駆って1924年と1925年にソリチュードで行われたレースで優勝するという結果を残した。
1926年6月にベンツ社がダイムラー社（DMG）と合併して、ダイムラー・ベンツが設立された。翌月に開催された第1回ドイツグランプリでは、ダイムラー・ベンツは同社のワークスチームであるメルセデスチームの参戦は見送ったが、同社のドライバーであるローゼンベルガーとルドルフ・カラツィオラにプライベーターとして参戦することを許可し、グランプリカーのメルセデス・M218を貸与した。この車両は1923年からダイムラーで技術部長を務めていたフェルディナント・ポルシェが設計したものであり、ポルシェもローゼンベルガーとカラツィオラを手助けするため同レースに個人的に足を運んだ。

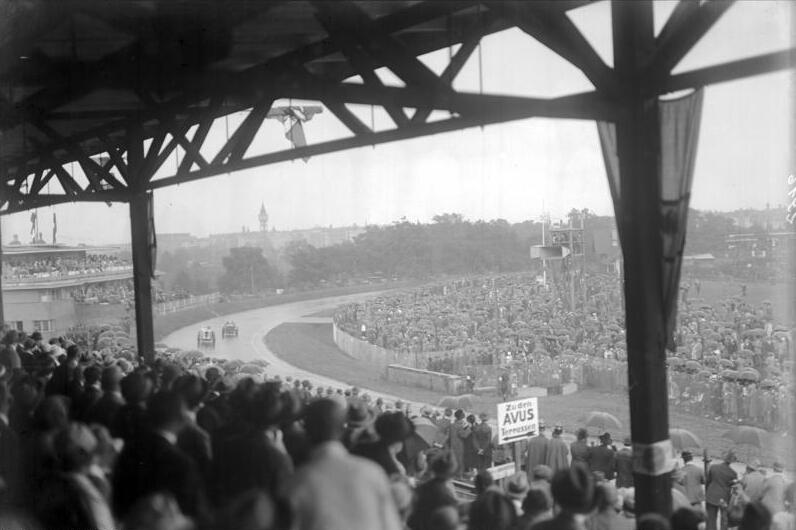
1926年ドイツグランプリ

このレースでローゼンベルガーは8番手からスタートし、5周目には3位まで上がったが、その直後からサーキットは激しい雨に見舞われた。7周目の最終コーナー付近でローゼンベルガーの車のエーテルタンクが漏れて異臭を放ち、それに気を取られた際に運転を誤って車を横滑りさせ、制御不能の状態でレースの計時係が詰めている小屋に衝突した。この事故でローゼンベルガーはほぼ無傷だったが、小屋にいた計時係3名が死傷するという惨事となった。

### ポルシェ設立
1931年4月25日、フェルディナント・ポルシェがポルシェ設計事務所を設立した。ポルシェ設計事務所の設立に際して、設立資金として、ポルシェ自身が24,000ライヒスマルクを出資し、アントン・ピエヒが3,000ライヒスマルクを出資した。ローゼンベルガーはポルシェ事務所が設立される際のもう一人の出資者となり、ピエヒと同じく当初は3,000ライヒスマルクを、追加で80,000ライヒスマルクを出資して、設計事務所の初期の経営を支えた。ポルシェは自身が商人としての考え方のできない人間であることを知っていたことから、優秀な営業マンでもあったローゼンベルガーは事務所の商業面を任された。
1932年にドイツの自動車メーカー4社が合併してアウトウニオンが設立され、同社の取締役会議長（最高経営責任者）には、ローゼンベルガーの友人であるクラウス・フォン・ウルツェンが就任した。その関係を介して、ウルツェンはポルシェの設計したレーシングカーに興味を持つようになる。
翌1933年1月、国家社会主義ドイツ労働者党（ナチ党）のアドルフ・ヒトラーが首相に任命され、ヒトラー政権が成立した（ナチス・ドイツの始まり）。ヒトラーは自動車産業を振興し、レース活動にも援助が約束され、アウトウニオンはレーシングカーの設計をポルシェに依頼することとなる。一方で、ユダヤ人であるローゼンベルガーにとっては困難の始まりとなった。
アウトウニオンのタイプA試作車が完成すると、ニュルブルクリンクでテストが開始され、ローゼンベルガーもドライバーとしてそれに加わり、ハンス・シュトックと互角のタイムを出した。しかし、ドイツのモータースポーツ活動を統括するようになったナチ党の国家社会主義自動車軍団（NSKK）はユダヤ人であるローゼンベルガーへの競技ライセンスの発行を拒否し、レース参戦の可能性は断たれた。
ローゼンベルガーはポルシェ設計事務所における権限を友人のハンス・フォン・ヴァイダー＝マルベルクに譲り、自身はフランス、次いでスイスへと移住し、同地でのポルシェの海外展開を助けた。しかし、1935年にドイツに帰国した際に、アーリア人女性と関係を持ったことが人種的不名誉行為として咎められ、9月5日にゲシュタポによって逮捕され、キスラウの強制収容所に送られた。
ヴァイダー＝マルベルクが賄賂を贈ったことでローゼンベルガーは解放され、ローゼンベルガーは再びフランスに移住した。

### アメリカ合衆国への移住
その後、1939年にアメリカ合衆国に移住したが、米国政府からは「敵国人」とみなされ、行動の制限を受けることになった。ロサンゼルスに移り、名前をアラン・アーサー・ロバート（Alan Arthur Robert）に改め、同地でガソリンスタンド事業を始めるが、これは失敗に終わる。
その後、1944年に米国市民権を取得。第二次世界大戦の終戦後にホームデコレーションの事業で成功して、ビバリーヒルズに邸宅を構えるまでに財産を築いた。